# Megachile placida
Megachile placida är en biart som beskrevs av Smith 1862. Megachile placida ingår i släktet tapetserarbin, och familjen buksamlarbin. Inga underarter finns listade i Catalogue of Life.